# Щавель кислый
Щаве́ль ки́слый, или обыкнове́нный (лат. Rúmex acetósa) — вид травянистых растений рода Щавель семейства Гречишные (Polygonaceae).

## Ботаническое описание
Многолетнее двудомное травянистое растение со стержневым, но очень коротким разветвлённым корнем.
Стебель прямостоячий, до 1 м высотой, ребристый, иногда у основания имеет темно-фиолетовую окраску, заканчивается метельчатым соцветием.
Листья кислые, прикорневые — длиночерешковые, со стреловидным основанием, цельнокрайные, с ярко выраженной центральной жилкой. Пластинка листа может достигать длины 15—20 см. Стеблевые листья очерёдные, почти сидячие, яйцевидно-продолговатые, при основании стреловидные.
Растение двудомное. Цветки розовые или красноватые, собраны в цилиндрические полигамные метёлки. Внутренние листочки околоцветника при плоде разрастаются. У мужских цветков доли околоцветника продолговато-овальные, опадающие, направлены вверх; у женских наружные доли отогнуты вниз, внутренние — прямостоячие, с желвачком при основании. Цветёт в июне — июле.
Формула цветка: {\displaystyle \mathrm {\ast \;P^{Co}\;_{3+3}\;A_{6}\;G_{({\underline {3}})}} }.
Семянки трёхгранные, длиной до 1,7 мм, заострённые, чёрно-коричневые, гладкие, блестящие. Грани слегка выпуклые, рёбра острые, более светлые, с небольшой каёмкой.

## Распространение и экология
Растение распространено во многих частях света: Северная Африка, Азия, Европа и Западная Австралия. В горах подымается до альпийского пояса.
Повсеместно натурализовано как пищевое или лекарственное растение, введено в культуру.
В России произрастает по лугам, опушкам леса, лесным полянам и пастбищам в лесной зоне европейской части, на Кавказе, в Сибири и на Дальнем Востоке.
Размножение растения происходит главным образом семенами. Семенная продуктивность, по наблюдениям на субальпийских лугах Северного Кавказа в отдельные годы варьировалась от 90 до 335 семян на одно растение. В среднем же 2000—2100 семян на особь. Семена прорастают сразу после осыпания. Всхожесть семян до 99 %. Лучше всего семена прорастают при заделке на глубину 0,5 см, но могут прорастать и на поверхности почвы. В почве могут сохранять всхожесть в течение ряда лет.
Предпочитает влажные и богатые почвы со слабокислой или нейтральной реакцией.

## Химический состав
Листья и стебель богаты белками, содержат около 2 % липидов, флавоноиды (гиперозид, рутин), дубильные вещества, витамины C, B и К, каротин, соли железа, а также щавелевую кислоту. В корнях найдены производные антрахинона.
Листья содержат много щавелевокислого кальция.

## Хозяйственное значение и применение
На пастбище поедается всеми сельскохозяйственными животными. Поедается северными оленями (Rangifer tarandus) и пятнистыми оленями. Охотно поедаются маралами. Листья хорошо поедаются гусями.
Культивируется как овощная культура и лекарственное растение. Урожайность в культуре — 100—150 центнеров с 1 гектара. Собирают также дикорастущий щавель.
При поедании коровами молоко приобретает кислый вкус, быстро свёртывается и плохо сбивается в масло.
Употребляются для приготовления зелёных щей, пюре и для консервирования.
В народной медицине используется как противоцинготное средство. Листья в сыром виде или сок из них используют для улучшения пищеварения. Из-за высокого содержания щавелевой кислоты противопоказан больным при нарушении солевого обмена.
Сок из травы в народной медицине используется при лечении лихорадки, цинги, ревматизма, чесотки; семена — как вяжущее и кровоостанавливающее. Корни содержат 19—27 % дубильных веществ и применяются как вяжущее.

## Классификация

### Таксономия
- Rumex acetosa L., 1753, Sp. Pl. : 337

Название растения было опубликовано Линнеем в 1753 году в работе Species plantarum.
Вид Щавель кислый включается род Щавель (Rumex) семейства Гречишные (Polygonaceae) порядка Гвоздичноцветные (Caryophyllales) последовательно входящего в клады Суперастериды → Эвдикоты → Цветковые растения. Таксономическая схема в соответствии с Системой APG IV по состоянию на декабрь 2023 года:
|  |                          |  |                                   |                                   |                     |  | еще 40 семейств | еще 40 семейств |                   |  |                         |  | еще 151 подтвержденныйх видов и 494 вида в статусе "неподтвержденных" | еще 151 подтвержденныйх видов и 494 вида в статусе "неподтвержденных" |  |
|  |                          |  |                                   |                                   |                     |  | еще 40 семейств | еще 40 семейств |                   |  |                         |  | еще 151 подтвержденныйх видов и 494 вида в статусе "неподтвержденных" | еще 151 подтвержденныйх видов и 494 вида в статусе "неподтвержденных" |  |
|  |                          |  |                                   | порядок Гвоздичноцветные          |                     |  |                 |                 | род Щавель        |  |                         |  |                                                                       |                                                                       |  |
|  |                          |  |                                   | порядок Гвоздичноцветные          |                     |  |                 |                 | род Щавель        |  | 2 внутривидовых таксона |  |                                                                       |                                                                       |  |
|  | клада Цветковые растения |  |                                   |                                   | семейство Гречишные |  |                 |                 | вид Щавель кислый |  |                         |  |                                                                       |                                                                       |  |
|  | клада Цветковые растения |  |                                   |                                   |                     |  |                 |                 |                   |  |                         |  |                                                                       |                                                                       |  |
|  |                          |  | ещё 63 порядка цветковых растений | ещё 63 порядка цветковых растений |                     |  |                 | еще 60 родов    | еще 60 родов      |  |                         |  |                                                                       |                                                                       |  |
|  |                          |  |                                   | ещё 63 порядка цветковых растений |                     |  |                 |                 | еще 60 родов      |  |                         |  |                                                                       |                                                                       |  |

### Внутривидовые таксоны
- Rumex acetosa subsp. hibernicus (Rech.f.) Akeroyd
- Rumex acetosa subsp. vinealis (Timb.-Lagr. & Jeanb.) O.Bolòs & Vigo

### Синонимы
- Acetosa agrestis Raf.
- Acetosa amplexicaulis Raf.
- Acetosa angustata Raf.
- Acetosa bidentula Raf.
- Acetosa fontanopaludosa (Kalela) Holub
- Acetosa hastifolia Schur
- Acetosa hastulata Raf.
- Acetosa magna Gilib.
- Acetosa officinalis Gueldenst. ex Ledeb.
- Acetosa olitoria Raf.
- Acetosa pratensis Garsault
- Acetosa pratensis Mill.
- Acetosa pratensis subsp. fontanopaludosa (Kalela) Tzvelev
- Acetosa subalpina Schur
- Rumex acetosa subsp. acetosa
- Rumex acetosa subsp. biformis (Lange) Valdés Berm. & Castrov.
- Rumex acetosa subsp. fontanopaludosus (Kalela) Hyl.
- Rumex acetosa var. fontanopaludosus (Kalela) Hyl.
- Rumex biformis Lange
- Rumex fontanopaludosus Kalela